# Руб Голдбърг
Рубен Гарет Люшъс „Руб“ Голдбърг (на английски: Reuben Garrett Lucius Goldberg; 4 юли 1883 – 7 декември 1970) е американски карикатурист, скулптор, инженер и изобретател.
Също като английския си колега Хийт Робинсън във Великобритания той е най-известен с поредицата от популярни комикси, изобразяващи свръхсложни устройства, които в крайна сметка вършат много прости неща. Оттам насетне терминът „Машина на Руб Голдбърг“ се превръща в нарицателно за сложно решение на много прост проблем или сложна конструкция с много просто крайно действие.

## Биография
Руб Голдбърг е роден в Сан Франциско, Калифорния – второ дете в многочленното еврейско семейство на Макс и Хана Голдбърг. Има по-голям брат Гарет, по-малък брат Уолтър и сестра Лилиан.
Започва да рисува едва на 4-годишна възраст и не спира да го прави до края на живота си.
Бащата на Голдбърг, комисар в полицията и в пожарната, насърчава сина си да се посвети на инженерството. Младият Руб завършва Калифорнийския университет в Бъркли през 1904 г. в колежа по минно дело. Нает е за работа в отдела по ВиК към градската управа на Сан Франциско. Но само след шест месеца напуска административната длъжност, за да се присъедини към в-к „Сан Франциско Кроникъл“ като спортен карикатурист. После постъпва в „Сан Франциско Бюлетин“, а през 1907 г. се мести в Ню Йорк. Там рисува карикатури за пет вестника, включително за „Ню Йорк Джърнъл Американ“ и „Ню Йорк Ивнинг Мейл“. От 1922 до 1934 г. дори влиза в един от националните синдикати.
Плодовит художник, Голдбърг създава няколко анимационни серии едновременно. Но комиксите, които му донасят несекващата национална слава, са посветени на малко смахнатия професор Луцифер Горгонзола Дънеров (Professor Lucifer Gorgonzola Butts). В тези поредици Голдбърг създава чудноватите и нелепи технически схеми, които по-късно ще носят неговото име.
Негов предшественик, вдъхновител и конкурент във Великобритания е английският художник Уилям Хийт Робинсън (1872 – 1944), който също се прочува на Острова с поредицата комични карикатури, осмиващи всевъзможни преусложнени изобретателски измишльотини.
През 1916 г. се жени за Ирма Сийман, от която има двама сина: Томас и Джордж. По време на Втората световна война обаче, поради засиленото социално напрежение и политическия характер на карикатурите му, омразата към него и неговия произход силно ескалира и той заставя синовете си, като предпазна мярка, да се откажат от неговата фамилия и да приемат нова. Оттогава синовете му носят фамилията Джордж. Но неговите внуци основават съвместна компания и я наричат RGI (Rube Goldberg Incorporated), за да запазят живо името Голдбърг.

## Влияние и наследство
Голдбърг е един от основателите и пръв президент на Националното общество на карикатуристите. Дал е името си за наградата „Рубен“, която тази организация присъжда всяка година на избрания карикатурист на годината. Освен това е вдъхновител на различни международни състезания на тема Машина на Руб Голдбърг, които изискват от участниците да изобретяват много сложна и по възможност забавна машина, която изпълнява проста задача.
Още приживе, през 1931 г., речникът Мериам-Уебстър вписва неговото име като синоним на всякаква ненужно сложна конструкция, извършваща проста дейност.
Още през 1949 г. в Университета Пардю в Индиана (Purdue University) започват да се провеждат забавни конкурси за най-впечатляваща машина на Голдбърг. А през 1988 г. те стават вече общонационални и се следят с голям интерес от все по-нарастващ брой почитатели. През 2009 г. аналогичен ежегоден конкурс започва да се провежда и в Калифорнийския университет в Бъркли.
През живота си Голдбърг е получил много отличия, включително наградата „Пулицър“ през 1948 г. за политически карикатури.
През 1995 г. дори излиза серия от пощенски марки, отбелязващи приноса на известни американски комици за американското общество.